# Шило Віталій Васильович
Шило Віталій Васильович — український політик. Кандидат технічних наук. Почесний Академік МАНЕБ, академік екологічної Академії Наук України.

## З життєпису
Народився 13 березня 1937 року в с. Мала Нехвороща Машівського району Полтавської області у сім'ї вчителів.
З 1983 р. до 1989 р. очолював новостворену Харківську регіональну Державну інспекцію по охороні атмосферного повітря при Держкомгідрометі СРСР, а з 1989 р. до 1999 р., працював на різних керівних посадах в обласних державних природоохоронних органах.
В жовтні 1999 р. став помічником-консультантом народного депутата України.
Упродовж 2-х місяців, з 05.03.2002 р. по 14.05.2002 р. — Народний депутат України 3-го скликання, обраний за списками ПЗУ.
Впродовж 1990—2005 років очолював Харківську обласну і міську організації Партії Зелених України. Під час Помаранчевої революції керував штабом Віктора Ющенка у Харкові 
28.10.1989 року був делегатом Першого загальноукраїнського з’їзду УЕА «Зелений світ», на той момент був головою Харківської обласної філії цієї організації.
Трагічно загинув у автокатастрофі при до кінця не визначених обставинах 1 червня 2008 року на трасі "Чутово-Граково".
Є автором та співавтором цілої низки книг з екології наукового, науково-популярного та учбового призначення, зокрема: 
- Екологічне право України [Текст] : учб. посібник для студ. ф-ту інж. екології міст / В. В. Шило, О. С. Баб'як ; Харківська держ. академія міського господарства. - Х. : Оригінал, 1997. - 103 с. - ISBN 966-7102-34-3

- Шило В. В. Автомобиль глазами эколога / В. В. Шило. – Харьков : Торнадо, 2002. – 183 с.

- Сигал И. Я., Славин В. И., Шило В. В. Очистка промышленных выбросов от оксидов серы и азота. — Харьков: Оригинал, 1999. — 142 с.

- Каніло П.М., Шило В.В. Екологічні показники легкового автомобіля з бензиновим та дизельним двигуном // Хімічна промисловість України. – 1999. − № 5. – С. 58−61.
- Шило В.В. Основы экологии / Под ред. Гольдина Ш.Л. – Харьков: РИП "Оригинал", 1997. – 120 с.

- Преждо В.В., Ткач Г.А., Кратенко И.С., Кивва Ф.В., Шило В.В. Экологический словарь. – Харьков: Эней ЛТД, 1999 – 415 с.

- Шило В.В. Основы экологии. – М.: Высш. шк., 1999.

Є автором та співавтором цілої низки винаходів та розробок, пов’язаних з охороною атмосферного повітря